# Caserío Lekoia Bekoa
El caserío Lekoia-Bekoa situado en la población vizcaína de Berriatúa (País Vasco, España) es un caserío del siglo XVI, completamente reformado a finales del siglo XVIII. Presenta múltiples elementos de interés artístico y heráldico, resueltos con especial finura constructiva, propios de una casa-palacio, tales como el cerramiento gótico-renacentista, el arco trasero de medio punto, el soportal de entrada con arco escarzano, y el importante escudo de época manierista, así como una estructura interior de regular sección y de buena calidad constructiva.

## Descripción
Caserío de planta casi cuadrada de 19,5 x 20,5 m, de orientación S, organizado en cuatro crujías transversales, mediante dos muros de carga transversales y una fila de cinco pilares exentos de madera, que dispone de planta baja, primera y planta bajo-cubierta.
La cubierta es de teja canal y estructura de madera a dos aguas con inclusión de mansarda en el faldón E y con cumbrera perpendicular a la fachada principal de orientación S.
Los cerramientos, con esquinales de piedra sillar caliza son, hasta primera planta, de sillarejo gótico, y a partir de ese nivel hasta el nivel de desván, de mampostería vista. El resto, hasta el encuentro con la cubierta, es de mampostería raseada y pintada en color blanco.
La fachada principal, S, se presenta resuelta siguiendo cuatro ejes con un arco central, escarzano, ejecutado con dovelas de piedra arenisca según traza de elaborado diseño. El arco apoya sobre pilastras de piedra caliza labradas con molduras. Sobre el arco, centrado sobre él, se presenta un escudo de armas que está construido mediante una composición de siete piezas y, en su conjunto, es de proporción cuadrada. Incluye, a lo lados, dos desnudos de figuras femeninas.
A través del arco de la fachada se tiene acceso a la puerta del caserío, con dintel de piedra sillar labrado y moldurado.
En planta baja, a cada lado del arco central se abren dos huecos de ventana enmarcados con resalte raseado implantado sobre la fachada. Junto a la ventana izquierda, en su parte alta, hacia el arco central, se abre un ojo de buey abocinado al exterior para ventilación del espacio interior.
Sobre esta misma fachada S, a la altura de planta primera, se ordenan simétricamente cuatro elegantes huecos, todos ellos resueltos en piedra y que incluyen alféizar en su base y guardapolvo superior moldurado sobre los dinteles. Uno de esos huecos, el ubicado a la derecha del escudo de armas, es un balcón antepechado.
La fachada SW presenta en planta baja dos puertas de acceso y tres saeteras, mientras que en la primera planta se abren seis ventanas más todas ellas de nueva factura.
La fachada NW presenta en planta baja un acceso a la misma, resuelto mediante arco de medio punto con grandes dovelas. Junto a él, una escalera de piedra de un único tramo permite el acceso directo a la planta primera en la que además del acceso se presentan tres ventanas más ejecutadas en piedra sillar. En el hastial de esta fachada, presenta dos ventanas más, recercadas de piedra sillar aunque de factura reciente. Una cubierta lateral apoyada sobre la fachada a la altura del forjado de primera planta cubre buena parte de esta fachada trasera y parte de la fachada NE.
En la fachada NE, en planta baja, se presentan tres ventanas enmarcadas raseadas; y en primera planta, se abren cinco huecos de reciente factura, de los cuales dos corresponden a puertas que dan acceso a una terraza ejecutada sobre la anteriormente mencionada cubierta adosada. En el ángulo más E se aprecia un anejo que sirve para recoger las aguas de la cubierta.
La estructura interior del edificio se resuelve con cuatro crujías transversales y seis longitudinales. Las dos crujías delanteras se apoyan sobre muros de carga transversales. Tras el segundo muro de carga, cinco postes enterizos hasta la cubierta sobre cinco pilares de hormigón que sustituyen a otros anteriores de madera, soportan el peso de las dos crujías traseras.
El forjado de planta primera, se resuelve con solivos de madera sobre los muros de carga. A partir de ahí la estructura está armada mediante postes-ejes de madera que se apoyan sobre los muros y sobre algunos pilares de hormigón que junto con los canes de piedra que aparecen al interior de los muros de los cerramiento sirven de apoyo al forjado de planta de desván. Así mismo, la estructura de pilares de madera ensamblada con vigas y tornapuntas mediante ensambles del tipo caja y espiga, y a cara, mediante ensambles de perfil de cola de golondrina, sujeta la cubierta.
En cuanto al uso, las dos crujías delanteras corresponden a la vivienda, donde se ubican: en planta baja y en primera crujía, el soportal de entrada, en el centro; la cocina, en la esquina SE; y una sala ubicada en la esquina SW. En segunda crujía, se ubica en toda su anchura y longitud un zaguán previo a la cuadra.
Por su parte, en planta primera, se ubican un espacioso salón barroco con tres huecos, rodeado de 4 habitaciones que, a su vez, disponen de ventana al exterior, y dos habitaciones más, interiores y sin ventana. En el pajar, sobre la cuadra, se han habilitado dos viviendas de nueva construcción.